# Бронницькі шари
Бро́нницькі шари́ — геологічна пам'ятка природи місцевого значення.
Розташована на Південно-західній околиці с. Бронниця Могилів-Подільського району Вінницької області у долині р. Котлубаївка. Оголошено відповідно до Рішення Вінницького облвиконкому від 17.11.1981 р. № 599 та від 29.08.1984 р. № 371. 
Охороняється стратотипічний розріз щільних та дрібнозернистих щебенистих аргилітів потужністю 18 метрів під назвою «Фіолетові сланці».
Опис відслонення (згори до низу):
- аргіліти туфогенні зеленувато-сірі, білі, масивні - 1,3 м;
- аргіліти темно-бузкові і темно-бурі з прошарками білих, масивні, міцні - 2,0 м;
- аргіліти туфогенні зеленувато-сірі, щільні, масивні, плитчасті - 2,4 м.

Подекуди трапляються виходи пісковиків світло-сірих крупнозернистих з глауконітом та відбитки вендської флори. Стан пам'ятки задовільний.

## Галерея

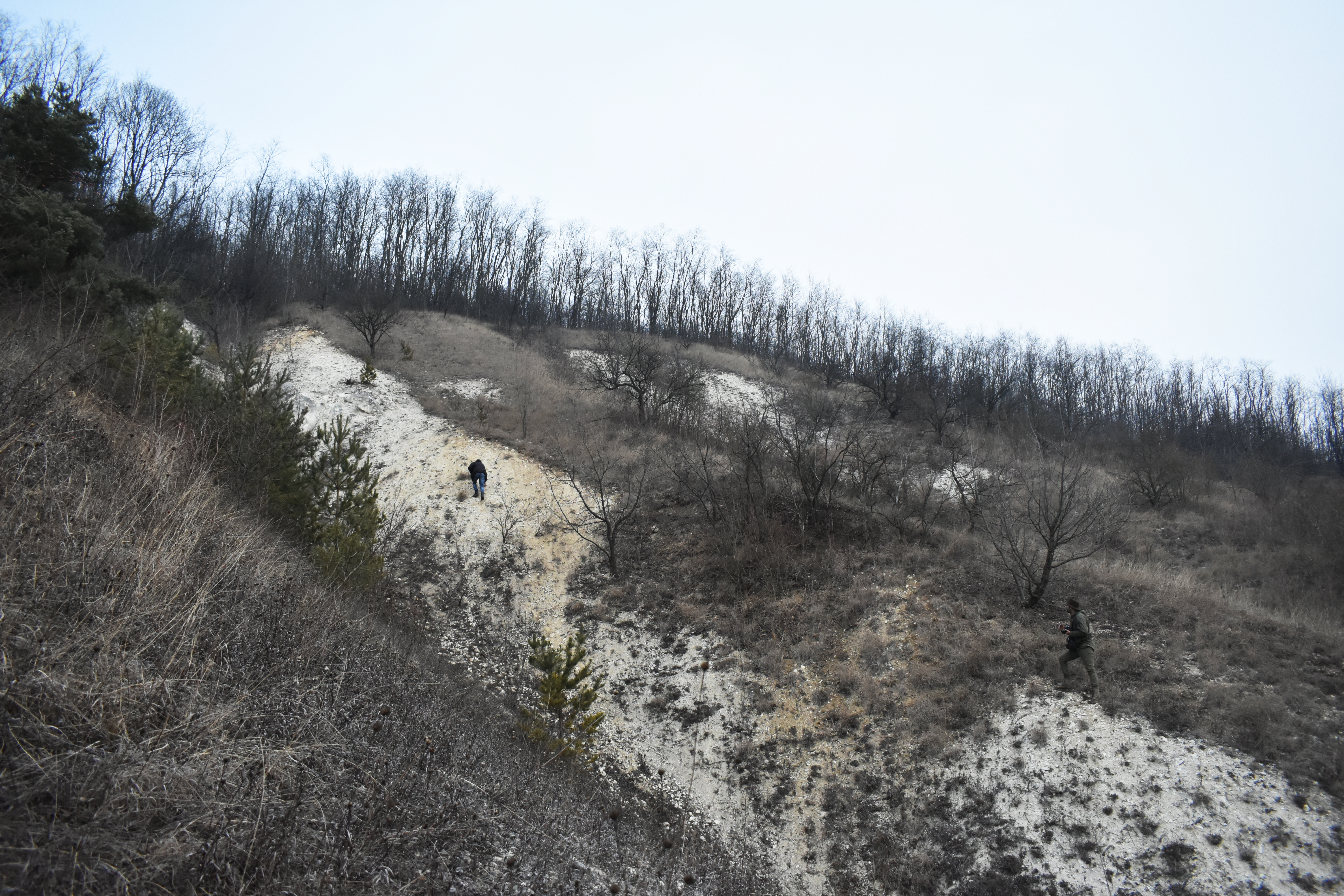
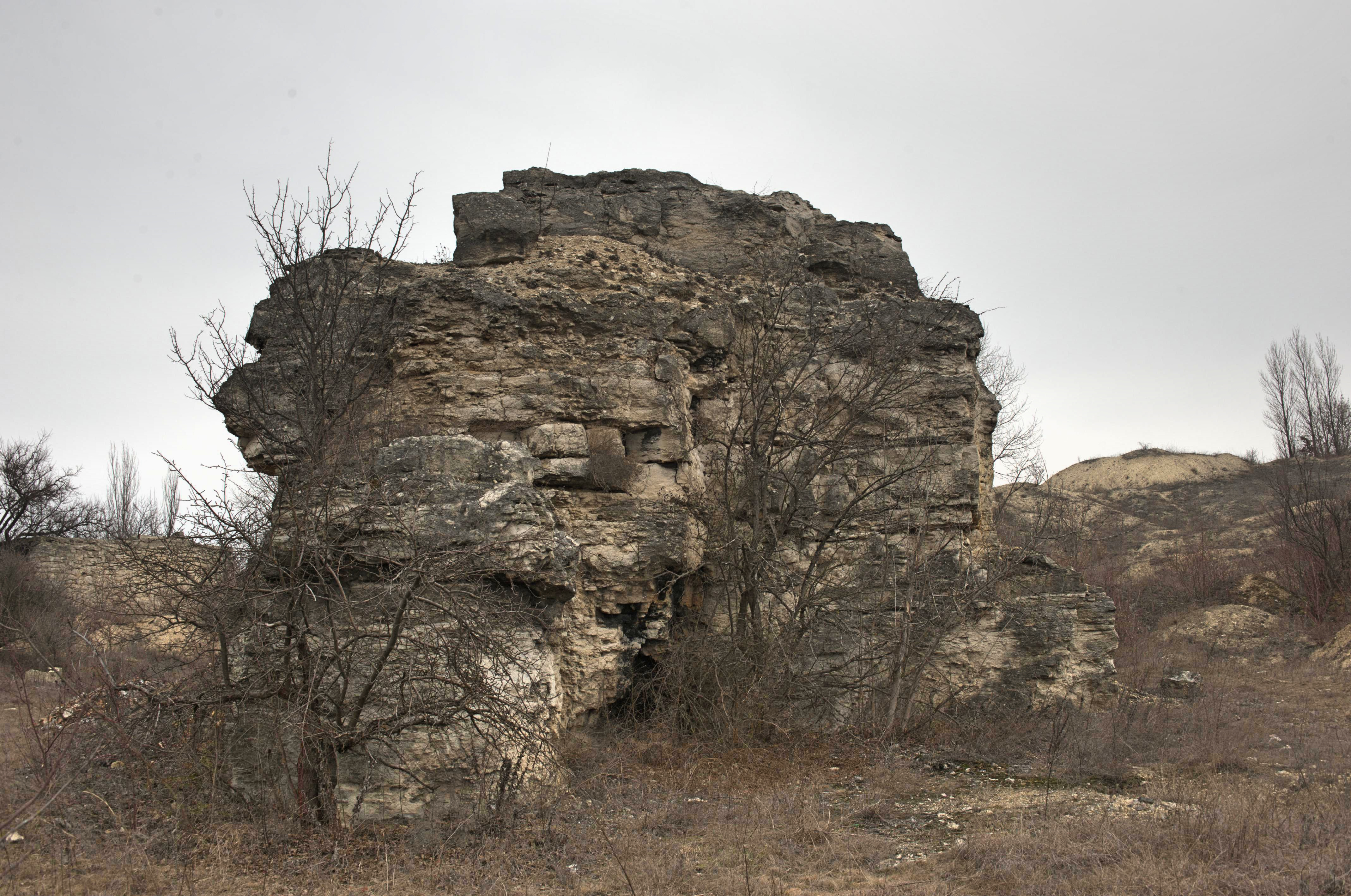